# Bruno Carabetta
Bruno Carabetta   (Mülhausen, 27 de juliol de 1966) és un judoka francès, ja retirat, guanyador d'una medalla olímpica.
El 1988 va prendre part en els Jocs Olímpics d'Estiu de Seül, on guanyà la medalla de bronze en la competició del pes semi lleuger del programa de judo. Quatre anys més tard, als Jocs de Barcelona, quedà eliminat en quarts de final en la competició del pes lleuger del programa de judo.
En el seu palmarès també destaca una medalla de bronze en el Campionat del Món de judo} de 1989 i quatre medalles en el Campionat d'Europa de judo, tres d'or i una de bronze, entre el 1988 i 1992.